# Giovanni Chiggiato
Giovanni Chiggiato (Venezia, 14 giugno 1876 – Venezia, 29 marzo 1923) è stato un imprenditore e politico italiano.

## Biografia
Figlio di un ingegnere negli anni giovanili si dedica all'attività letteraria, seppure con opere di scarsa rilevanza. Nel 1910 acquista una vasta tenuta a Caorle, promuovendone la bonifica e un grande incremento della produzione agricola della zona. È stato, inoltre, un valente alpinista, soprannominato "il padre dell'alpinismo veneziano". 
In politica inizia con una giovanile adesione all'associazione dei giovani monarchici per poi aderire al partito liberale, ma contemporaneamente simpatizza per il nascente movimento nazionalista. Nel 1910 prende parte al primo congresso di Firenze, dove interviene sul problema dell'annessione della Bosnia-Erzegovina da parte dell'Impero austro-ungarico e sulle conseguenze dell'equilibrio italiano. Viene eletto membro del consiglio centrale della neo-costituita Associazione Nazionalista Italiana e confermato al successivo congresso del 1912, dove si occupa delle isole egee occupate dall'Italia, delle quali auspica lo stabile possesso.
Collaboratore del settimanale dell'associazione, l'Idea Nazionale, promuove una sottoscrizione che consente la sua trasformazione in quotidiano.
Nel 1919 si consuma il distacco tra nazionalisti e liberali. Viene stabilita l'incompatibilità con l'iscrizione ad altro partito solo per i nuovi iscritti ma il Chiggiato perde comunque il suo posto da consigliere. Nello stesso anno viene eletto consigliere provinciale di Venezia (con piccole interruzioni lo rimane fino alla scomparsa) ed entra a far parte della deputazione provinciale, di cui diventa presidente. Mantiene le cariche anche durante la prima guerra mondiale, cui prende parte come volontario, assegnato ai servizi speciali della 4ª armata per le sue conoscenze dell'aplpinismo e della lingua tedesca. 
Nello stesso anno aderisce alla sottoscrizione aperta dal Fascio dei combattenti a favore dell'Impresa di Fiume.
Non eletto nelle elezioni del 1919 centra l'obiettivo in quelle del 1921, alle quali si presenta nella lista "Unione nazionale", che comprende, in funzione antisovversiva l'Alleanza nazionale, i Fasci di combattimento, i partiti liberali e democratici, i gruppi nazionalistici di Venezia e Treviso. Sostenuto dall'associazione agraria veneta fa parte di un gruppo di ventidue deputati che sostiene la necessità di sostenere l'agricoltura nazionale e promuove la costituzione del Partito agrario nazionale. Il 17 novembre 1922 unisce il suo voto a quello dei trecentocinque deputati che, approvando l'ordine del giorno Terzaghi, danno la fiducia al Governo Mussolini.
Viene a mancare pochi mesi dopo a causa di un incidente automobilistico.

## Opere
- Rime dolenti. Milano, 1898
- La dolce stagione. Torino, 1901
- La fonte ignota. Venezia, 1907
- Il figlio vostro. Roma, 1909 (1º premio del concorso bandito dalla Società degli autori di Roma)